# Altaj (volk)
De Altaj (Altajs: Алтай-кижи; Altái-kizhi, Russisch: Алтайцы) (eigenbenaming Oirot of Oyrot) zijn een Turks volk dat vooral woont in de Zuid-Russische regio Altaj. Bij de volkstelling van 2002 woonde het grootste deel van de 67.239 inwoners die de nationaliteit Altaj opgaven in de republiek Altaj (62.192 personen). Kleinere groepen bevonden zich in de kraj Altaj (1.880) en de omringende gebieden Toeva en Mongolië. De Turkse volkeren uit het zuiden van de oblast Kemerovo, die in de Sovjetperiode ook als Altaj werden aangeduid, worden nu erkend als aparte etniciteiten (Sjoren en Teleoeten). Bij de Russische volkstelling van 2010 gaven 74.238 personen als nationaliteit Altaj op. Hiervan spraken er 55.720 Altajs.

## Geschiedenis

### Prehistorie

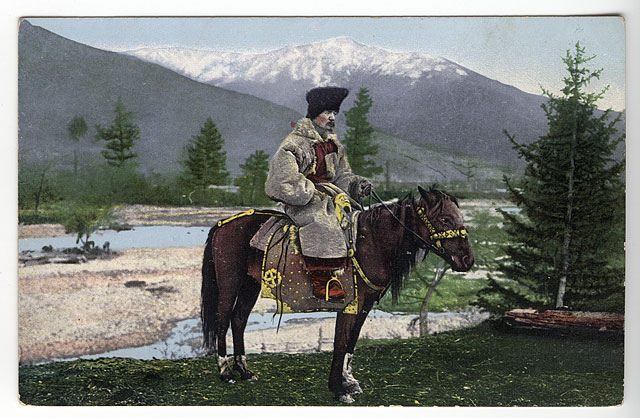
Altajman te paard in nationaal kostuum begin 20e eeuw
Foto: Sergej Borisov

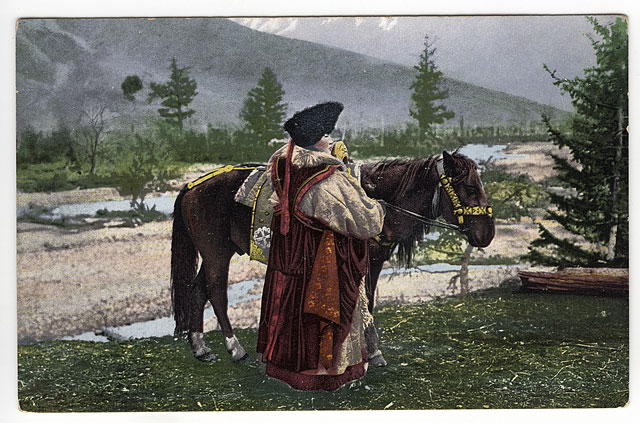
Altajvrouw met paard in nationaal kostuum (hoofddeksel - koearaan boroek, schapevacht, bodywarmer - tsjegedek (overkleding voor getrouwde vrouwen bij Zuid-Siberische volken)) begin 20e eeuw
Foto: Sergej Borisov

De Altaj waren bekend vanwege hun vaardigheden in metaalbewerking vanaf de 20e eeuw v.Chr. Ze woonden vanaf de 11e eeuw in de noordwestelijke Chinese regio Dzjoengarije en vielen onder het bestuur van de Oirat-Mongolen van de 15e tot de 18e eeuw.

### Russisch bestuur
De Altaj kwamen in contact met de Russen in de 18e eeuw. In het Russische Rijk werden de Altaj aangeduid als Oirot of oyrot. Veel Altaj raakten verslaafd aan de Russische wodka, die meegebracht werd door kozakken. Ze hadden echter geen weerstand tegen de alcohol en werden daardoor vrij snel dronken. In 1866 werd het gebied geannexeerd door het Russische Rijk. De Altaj waren van oudsher een nomadisch volk, maar onder Russische invloed begonnen veel van hen zich te vestigen in plaatsen. De meerderheid van hen bekeerde zich tot de Russische orthodoxie in de tweede helft van de 19e eeuw na de stichting van een missie van deze kerk.

### Religie en etnisch zelfbewustzijn
In 1904 ontstond onder de Altaj echter het boerchanisme (Ak Jang; "Wit geloof"), een NRB (met elementen uit het sjamanisme en lamaïsme) als een symbool tegen de Russische kolonisatie, die veel aanhang verwierf. Deze religie gelooft dat de, van Dzjengis Khan afstammende, mythische Oirat Khan terug zal komen als messias om de Altaj te bevrijden van de Russische overheersing en het christendom en hen zou laten terugkeren naar de situatie van voor de Russische en Chinese overheersing. Dit geloof vormde de basis voor een liberale beweging die in 1904 werd neergeslagen en verboden.

### Sovjetperiode
Na de Oktoberrevolutie van 1917 zagen de Altaj net als andere volken binnen het post-Russische Rijk hun kans om hun stam als een aparte natie aan te duiden, namelijk als "Oirot", een meer gematigde vorm van seculier nationalisme die een Oirotrepubliek wilde die ook de gebieden van de Turkse volken Chakassen en Tuvienen omvatte. Veel Altajse leiders steunden voor dit doel de mensjewieken en het Witte Leger dat het gebied een tijdlang in handen had tijdens de Russische Burgeroorlog. In 1920 kwam echter ook dit gebied onder het bestuur van de bolsjewieken. Aanvankelijk tolereerden deze de relatieve autonomie van de Altaj; op 1 juli 1922 werd de Oirotse autonome oblast geformeerd in kraj Altaj en het Burkanisme en de roep om een "Groot-Oirotië" werden toegestaan tot 1933, toen de nationalistische beweging werd beticht van een samenzwering. In de jaren 40, tijdens de Grote Vaderlandse Oorlog, werden de Altaj beschuldigd van pro-Japansheid en werd het woord "oirot" verklaard tot contra-revolutionair en uit alle boeken geschrapt. De Altajse communisten werden vervolgd en in 1948 werd de naam van het gebied veranderd naar Gorno-Altajse autonome oblast (Gorno = Berg-). De Altaj leden zwaar onder de industrialisatie in de Sovjet-Unie, die vele Russen en anderen naar het gebied brachten en tegen 1950 maakten de Altaj nog maar 20% uit van de bevolking (aanvankelijk was dit 50%).
Tijdens de glasnost maakte het Altajs-Oirotse nationalisme een nieuwe heropleving door, maar ditmaal had het veel minder impact.

### Republiek Altaj
Na het uiteenvallen van de Sovjet-Unie in 1991 werd de status van de autonome oblast opgewaardeerd naar achtereenvolgens een autonome socialistische sovjetrepubliek (ASSR]), een socialistische sovjet republiek (SSR) en een republiek onder de naam Gorno-Altaj en in 1993 werd de naam hiervan veranderd naar republiek republiek Altaj.

## Etnische en taalkundige groepen
Er worden gewoonlijk twee aparte taalkundige groepen Altaj onderscheiden:
- Zuidelijke Altaj (Altai-Kizji) - zij spreken het Zuid-Altajs (tot 1948 Oirot genoemd) en wonen traditioneel gezien in de stroomvallei van de Katoen en haar zijrivieren. Deze taalgroep wordt weer onderverdeeld in Altaj, Teleoeten en Telengiten (Telesen). De laatste twee groepen werden bij de volkstelling van 2002 voor het eerst onderscheiden als aparte etniciteiten.
- Noordelijke Altaj (Kuu-Kizji, Kumandy-Kizji, Tuba-Kizji) - zij spreken het Noord-Altajs. Deze taalgroep wordt weer onderverdeeld in Altaj, Koemandinen (middenloop van de Bieja), Tsjelkanen (stroomgebied van de Lebed) en Toebalaren (stroomgebied van de Bieja en de noordwestelijke kust van het Teletskojemeer), De laatste drie groepen werden bij de volkstelling van 2002 voor het eerst onderscheiden als aparte etniciteiten. Voor de Russische Revolutie van 1917 werden de Noordelijke Altaj in het Russische Rijk aangeduid als Tsjernevye Tatary ("zwarte bos-Tataren").

De huidige standaard-Altajtaal is gebaseerd op het Zuidelijke Altaj. Over het algemeen wonen de Zuidelijke Altaj overwegend in de republiek Altaj en de Noordelijke Altaj meer in de kraj Altaj en andere regio's.
Abazijnen ·
Abchaziërs ·
Achvachen ·
Adygeeërs ·
Aino ·
Aleoeten ·
Aljoetoren ·
Altaj (Oirot) ·
Andi ·
Armeniërs ·
Avaren ·
Azerbeidzjanen·
Balkaren ·
Baraba ·
Basjkieren ·
Bergjoden ·
Boerjaten ·
Chakassen ·
Chanten ·
Chinezen ·
Dargienen ·
Dolganen ·
Enetsen ·
Evenen ·
Evenken ·
Georgiërs ·
Grieken ·
Ingoesjen ·
Ingriërs ·
Itelmenen ·
Jakoeten ·
Joden ·
Joekagieren ·
Joepiken ·
Kabardijnen ·
Kalmukken ·
Kamtsjadalen ·
Karatsjajers ·
Kareliërs ·
Kazachen ·
Kereken ·
Ketten ·
Komi ·
Koreanen ·
Korjaken ·
Korjo-saram ·
Krim-Tataren ·
Lezgiërs ·
Mansen ·
Mari (Tsjeremissen) ·
Meschetische Turken ·
Mordwienen ·
Nanai ·
Negidalen ·
Nenetsen (Joeraken) ·
Nganasanen ·
Nivchen (Giljaken) ·
Nogai ·
Oedegen ·
Oedmoerten ·
Oekraïners ·
Oeltsjen ·
Oezbeken ·
Oroken ·
Orotsjen ·
Osseten ·
Polen ·
Pomoren ·
Rusland-Duitsers (inclusief Wolga-Duitsers) ·
Russen ·
Samen (Lappen) ·
Selkoepen ·
Sjoren ·
Sojoten ·
Tabassaranen ·
Perzen (Tadzjieken) ·
Taten ·
Teleoeten ·
Tofalaren ·
Tsachoeriërs (Caxur) ·
Tsjerkessen ·
Tsjetsjenen (Noxchi) ·
Tsjoektsjen ·
Tsjoelymen ·
Tsjoevanen ·
Tsjoevasjen ·
Turkmenen ·
Toevanen ·
Wepsen ·
Belarussen (Wit-Russen) ·
Wolga-Tataren ·
Woten